# Benito Floro
Pour les articles homonymes, voir Floro.
Benito Floro Sanz, né le 2 juin 1952 à Gijón (Asturies, Espagne), est un entraîneur espagnol de football.

## Biographie
Benito Floro est principalement connu pour avoir entraîné le Real Madrid entre 1992 et 1994, club dont il a aussi été le directeur technique en 2005. Il a également entraîné d'autres clubs espagnols dont l'Albacete Balompié, le RCD Majorque, le Sporting de Gijón et le Villarreal CF. 
Il s'est expatrié afin d'entraîner des équipes d'Amérique latine telles que CF Monterrey (Mexique), Barcelona SC (Équateur) et LD Alajuelense (Costa Rica), avec aussi une briève expérience au Maroc, à la tête du Wydad AC, entre 2011 et 2012.
En juillet 2013, Floro devient le sélectionneur du Canada et y reste trois ans. Son échec lors des qualifications de la Coupe du monde 2018, où le Canada est éliminé au 4e tour préliminaire, précipite son départ en septembre 2016.
Parmi d'autres activités, Floro a aussi été consultant pour la chaîne de télévision Telecinco.

## Palmarès d'entraîneur
Real Madrid
- Vainqueur de la Coupe d'Espagne en 1993.
- Vainqueur de la Supercoupe d'Espagne en 1993.

 Villarreal CF
- Vainqueur de la Coupe Intertoto en 2004.